# Ernst Maug
Ernst Maug (* 11. Mai 1962 in Ibbenbüren, Nordrhein-Westfalen) ist ein deutscher Ökonom. Er ist Inhaber des Lehrstuhls für Corporate Finance an der Universität Mannheim.

## Ausbildung
Ernst Maug studierte bis 1988 an der Johann Wolfgang Goethe-Universität Frankfurt am Main Volkswirtschaftslehre und erhielt dort 1988 seinen Abschluss zum Diplom-Volkswirt. Anschließend machte er 1990 seinen Master of Science (M.Sc.) in Ökonometrie und Wirtschaftsmathematik an der London School of Economics and Political Science (LSE) und promovierte 1993 ebenfalls an der LSE mit einem Ph.D. als Abschluss.

## Beruflicher Werdegang
Nach seinem PhD arbeitete Maug von 1993 bis 1996 an der London Business School als Juniorprofessor für Finanzwirtschaft und wechselte dann an die Fuqua School of Business der Duke University, wo er von 1996 bis 2000 ebenfalls in der Position eines Juniorprofessors für Finanzwirtschaft arbeitete. Schließlich wurde Maug 2000 zum Adjunct Professor für Betriebswirtschaftslehre (BWL) an der Fuqua Business School befördert, eine Stelle, die er bis 2005 innehatte. Gleichzeitig hatte Maug seit 2000 die Rudolf von Bennigsen-Foerder-Professur der Humboldt-Universität zu Berlin inne, einen Posten, den er bis 2006 besetzte.
Außerdem ist Maug seit 2002 Wissenschaftler am European Corporate Governance Institute (ECGI). Im März 2005 war Maug Gastprofessor an der Universität Paris IX Dauphine. 2006 übernahm er den Lehrstuhl für Corporate Finance an der Universität Mannheim, den er auch heute noch besetzt.  Von 2005 bis 2008 arbeitete Maug außerdem im Programmkomitee der German Finance Association. 2008 war Maug als Gastwissenschaftler bei der University of New South Wales.

## Mitgliedschaften
Maug ist u. a. Mitglied in folgenden Organisationen:
- American Finance Association
- Society for Financial Studies
- Schmalenbach-Gesellschaft für Betriebswirtschaft
- Deutsche Gesellschaft für Finanzierung